# Floating Runner
Floating Runner: Quest for the 7 Crystals è un videogioco d'azione sviluppato nel 1996 per PlayStation dalla T&E Soft, casa produttrice giapponese, e pubblicato in Giappone dalla Xing, in Europa dalla THQ e in America dalla Kokopeli Digital Studios, un'etichetta della THQ.

## Trama
Crystal Land, un regno composto da sei mondi galleggianti, è sempre stata una terra di luce, pace e felicità. Questo dedicato equilibrio veniva conservato e protetto da sei cristalli dai poteri mistici, disseminati in tutto il territorio. Fin quando tali cristalli rilucevano in sincronia, il popolo di Crystal Land viveva in armonia.
Un giorno arrivò una forza malvagia proveniente dal vicino regno di Caos. Invase Crystal Land, con l'intento di spegnere i sei cristalli per sempre. Zaurer, potente e malvagio regnante di Caos, e i Dark Guards (le Guardie Scure), il suo esercito senza pietà, hanno invaso i mondi e macchiato i cristalli di malvagità.
Proprio quando Crystal Land si trova sull'orlo della rovina, e il suo popolo sull'orlo della disperazione, si avanza un misterioso e anziano sacerdote che si definisce il guardiano della Fonte di Luce (Fountain of Light). Dice ai cittadini di raccogliere i cristalli macchiati e bagnarli in una fonte, affinché diventino un unico cristallo con il potere di far tornare nuovamente la luce. 
Ma di tutti i cittadini spaventati, si fanno avanti per la missione solo la giovane apprendista sacerdotessa Cress e un cacciatore di taglie, Lay, il quale però chiede in cambio un prezzo.

## Modalità di gioco
Il gioco si presenta in 3D con una grafica poco dettagliata, anche se molto illustrativa grazie alle forme degli oggetti e degli ambienti molto intuibili. È uno dei primi giochi usciti per la prima Playstation, senza l'uso di texture. Nel gioco si possono scegliere uno dei due personaggi presenti nella storia e si possono usare fino alla fine.
Cress e Lay, oltre ai tasti direzionali per muoversi, possono effettuare queste azioni:
| Tasti    | Azioni                 | Compatibilità |
| -------- | ---------------------- | ------------- |
| X        | Salto                  | Cress, Lay    |
| Quadrato | Sparare                | Cress, Lay    |
| Cerchio  | Corsa (Tenere Premuto) | Cress, Lay    |

### Personaggi
- Cress: giovane apprendista sacerdotessa che vuole riprendere i cristalli.
- Lay: giovane cacciatore di taglie che si unisce per compiere la missione.

Entrambi sono ragazzini e nel gioco si distinguono per il colore dei vestiti e dei capelli.

### Oggetti
Si possono trovare degli oggetti presenti nel gioco:
- Contenitori di Cuori: prolunga la vita di Lay e Cress di un intero cuore (la vita massima è 7 cuori);
- Pozione della Salute: ridona la vita a Lay e Cress riempiendo un cuore
- Scrigno del tesoro: contiene elementi, gemme (per i punti) o armi speciali.

All'inizio si dispone di una pistola a proiettili blu. Nel gioco sono disponibili anche armi speciali:
- Bomba: distrugge qualsiasi nemico nelle vicinanze.
- Boomerang: costituito di un "metallo flash" speciale, che si trova solo a Crystal Land. È il terrore di ogni Dark Guard che si trovi sul suo cammino.
- Scettro Lanciafiamme: lancia palle di fuoco letali contro gli attaccanti.
- Scettro Congelante: lancia aria gelata per congelare di alcuni secondi il nemico.
- Fucile Autoguidato: più efficace della pistola iniziale su nemici distanti ma meno potente.
- Scudo: crea una barriera contro gli avversari.

### Mondi
I mondi e i colori corrispondenti sono:
| Mondi        | Colore  |
| ------------ | ------- |
| Fire World   | Rosso   |
| Water World  | Cyan    |
| Forest World | Verde   |
| Sky World    | Blu     |
| Desert World | Marrone |
| Swamp World  | Magenta |

Completati tutti i mondi si arriverà al settimo mondo (colore nero/grigio), creato dallo stesso Zaurer come rifugio, costituito da due livelli.